# Sibiraea laevigata
Hrvatska sibireja (lat. Sibiraea laevigata; sinonimi: Sibiraea altaiensis var. croatica, Sibiraea croatica, Spiraea laevigata) biljka iz porodice ružovki, u. U Hrvatskoj se pod imenom hrvatska sibireja, Sibiraea altaiensis subsp. croatica (Degen) Degen smatrala endemičnom vrstom, dok nije ustanovljeno da je naziv samo sinonim za S. leavigatu. U Hrvatskoj je strogo zaštićena od 4. rujna 1964. godine Zakonom o zaštiti prirode a raširena je na kamenitim obroncima, u pukotinama stijena, pretežno na zapadnim obroncima između 700 i 1550 m nadmorske visine. Raste u šikarama i sastojinama crnog bora i primorskoj bukovoj šumi na sjevernom, srednjem Velebitu i Plitvičkim jezerima.
Raste kao listopadni do 1 metar visoki, razgranati grm, gustih grana, sa snažnim korijenjem koje prodire u vapnenačke stijene. Kora je od crvenosmeđe do sivosmeđe, glatka i sjajna. Cvjetovi su 6 – 7 mm u promjeru, dvodomni ili hermafroditni, a cvate u lipnju i početkom srpnja. Razmnožava se sjemenom koje dozrijeva krajem rujna.
Srodnici hrvatske sibireje su Sibireae altaiensis i Sibireae tianschanica u centralnoj Aziji.
S. Leavigartta osim u Hrvatskoj raste i u Aziji (Kina) i Sjevernoj Americi

## Vanjske poveznice
- Zaštićene biljne vrste u Hrvatskoj  Arhivirana inačica izvorne stranice od 2. svibnja 2006. (Wayback Machine)
- Hrvatska sibireja  Arhivirana inačica izvorne stranice od 28. prosinca 2005. (Wayback Machine)
- Sibiraea croatica Hrvatska sibireja ima tanke bijele latice koje su slične i maslačku no maslačak ima žute latice...